# Улица Короленко (Нижний Новгород)
Улица Короле́нко — улица в Нижнем Новгороде. Соединяет ул. Белинского и ул. Горького.
Район улиц Славянской, Короленко, Студёной включён в состав исторической территории «Старый Нижний Новгород» в качестве отдельной историко-культурной заповедной зоны, которую составляет исключительно целостный район исторической деревянной застройки.
Непосредственно на улице Короленко расположены такие объекты культурного наследия, как Церковь Трёх Святителей (архитектурная доминанта района), жилой дом И. Ф. Эглит, дом В. В. Каширина, дом, где жил писатель В. Г. Короленко, жилой дом Скворцовой, усадьба В. М. Лемке, жилой дом Лаврова, жилой дом Панкратовых, жилой дом П. Н. Щелухиной и др.

## История
Улица спроектирована в 1836—1839 годах архитектором И. Е. Ефимовым и инженером П. Д. Готманом. В период проектировки, она огибала глубокие заводнённые овраги, и потому проложена с переломом в трассировке от улицы Полевой (сегодня — ул. Максима Горького) до будущей Напольно-Монастырской (сегодня — ул. Белинского). Первое название получила от располагавшихся на данной местности с 1787 года канатных заводов, постепенно снесённые после указа 1824 года.
В 1840-е годы городовой архитектор Г. И. Кизеветтер отбил красные линии улицы и она стала застраиваться, но частями и медленно. К концу 1850-х годов местные жители составили прошение о возведении для своего достаточно отдалённого района каменной церкви. Прошение было удовлетворено, что повлекло изменение градостроительной ситуации при пересечении улиц Канатной и Немецкой (сегодня — Славянская улица). После возведения церкви в честь святителей Московских (она же — церковь Трёх Святителей) в 1860-х годах, при ней пришлось создать небольшую площадь.
Уже в новых границах улица вошла в генеральный план Нижнего Новгорода от 1881 года. Окраинный характер района в структуре города на тот определил социальный состав жителей улицы, который составляли люди среднего достатка: мелкие чиновники, мещане, переселившиеся в город крестьяне и др. Требования к застройке были не столь высоки, как в центре. Изначально строились дома по «образцовым» проектам, как правило, деревянные одноэтажные. Интенсивная застройка пришлась на 1880-е — 1890-е годы. На смену одноэтажным домикам в три окна по фасаду пришли двухэтажные деревянные дома и флигели, часто с каменным цоколем и или первым этажом, с квартирами, предназначенными для сдачи в наём. В начале XX века на улице появляются здания в стиле деревянный модерн.
В советский период весь прилегающий район претерпел существенные градостроительные изменения. Была закрыта и частично разрушена церковь Трёх Святителей. Деревянные дома десятилетиями не ремонтировались, обветшали и утратили части декора (частично разобранного для отопления в годы Великой Отечественной войны). В 1970-х годах всю историческую застройку улицы предполагалось уничтожить, что частично было реализовано. Ситуация изменилась в 1985 году, при разработке проекта охранных зон исторического центра московским институтом «Спецпроектреставрация», по которому предлагалось сохранить историческую застройку, в том числе и в границах пересекающихся улиц Короленко и Новой.
С середины 1990-х годов в районе развернулось интенсивное строительство, в ходе которого была утрачена часть исторической застройки. Вместе с тем, район улиц Славянской, Короленко, Студёной был включён в состав исторической территории Старый Нижний Новгород в качестве отдельной историко-культурной заповедной зоны, границы которой были установлены Постановлением Законодательного Собрания Нижегородской области № 281 от 18 ноября 1997 года. К середине 2000-х годов восстановлен облик храма Трёх Святителей.

## Достопримечательности
Улица сохранила историческую планировку, исторические красные линии и большую часть исторической застройки XIX — начала XX веков. Важное градоформирующее значение имеет церковь Трёх Святителей. Бывший дом В. В. Каширина (№ 42) связан с детскими годами выдающегося русского писателя А. М. Горького. В этом доме он проживал в 1872—1876 годах, о чём написана повесть «Детство».
Очагом культурной жизни Нижнего Новгорода рубежа XIX — начала XX веков являлась усадьба В. М. Лемке. Во флигеле усадьбы (№ 11а) в 1888—1896 годах жил писатель, публицист, общественный деятель В. Г. Короленко. В усадьбе в 1900—1901 годах жил А. М. Горький, где им была завершена повесть «Трое», написаны «Песня о Буревестнике», несколько рассказов, статей, рецензий и отзывов. На квартире писателя бывали многие известные деятели культуры: Л. Н. Андреев, И. А. Бунин, А. П. Чехов, М. В. Нестеров, Ф. И. Шаляпин, В. И. Немирович-Данченко и другие.
- Церковь в честь святителей Московских.
- Усадьба В. М. Лемке. Главный дом.
- Усадьба В. В. Бердиниковой.
- Жилой дом Скворцовой.
- Жилой дом Панкратовых.
- Жилой дом И. Ф. Эглит.
- Дом В. В. Каширина.
- Жилой дом П. Н. Щелухиной.